# International Herald Tribune
International Herald Tribune var en engelsksproget avis med hovedsæde i Paris. Avisen blev trykt 35 steder verden over i et samlet oplag på 242.200 (2005).
IHT blev grundlagt i 1887 under navnet The Herald som en europæisk aflægger af The New York Herald. I 1967 skiftede den navn til International Herald Tribune samtidig med, at Washington Post og New York Times overtog den. Siden 2002 har New York Times været eneejer af avisen.
Den blev solgt i 180 lande. Otte andre aviser havde engelsksprogede tillæg produceret i samarbejde med IHT; heraf var de tre europæiske (El Pais i Spanien, Kathimerini i Grækenland og The Moscow Times i Rusland).
Med sin omfattende dækning af erhvervs- og finansstof henvendte avisen sig fortrinsvis til forretningsfolk. Den rummede dog også globale og regionale nyheder og en kultursektion.
I 2013 nedlagde New York Times avisen som International Herald Tribune. I stedet kom den nye avis til at hedde International New York Times.

## Ekstern kilde/henvisning
- Wikimedia Commons har flere filer relateret til International Herald Tribune
- Officiel hjemmeside for International Herald Tribune Arkiveret 14. august 2014 hos  Wayback Machine

| Anime eller manga | Spire Denne artikel om medie og kommunikation er en spire som bør udbygges. Du er velkommen til at hjælpe Wikipedia ved at udvide den. |